# 2012年列支敦斯登修憲公投
2012年7月1日，列支敦士登就限制列支敦士登亲王擁有的广泛否决权举行了修憲公投。这些修憲提案被 76% 的投票选民否决。

## 背景
在列支敦斯登2011年关于堕胎的公投之前，列支敦斯登摄政王阿洛伊斯曾威胁將否決允許在懷孕前12週內自願墮胎的法律，即使該法律以公投通过。
该公投问题于2月9日獲得承認，3月29日至5月9日期间收集了1,732个签名。其中，有1,726 个被宣布有效，超过了强制公投所需的1,500 个。  列支敦斯登議會于5月23日以18票对7票否决了该法律，随后确定了公投日期。

## 拟议变更
拟议的修改将修改宪法第 9、65、66 和 112 条。第 9 条原本规定「每项法律都需要经过亲王的批准才能生效」，此擬議變更打算將此條憲法添加「或在公民投票中批准」文字。擬議變更也打算刪除憲法第65条「如果在六个月内未收到親王的批准，应视为不予批准」的句子。 

## 公投宣傳活动
因為此公投，支持修憲者发起了一项名为「让你的声音发挥作用」（德語："Damit deine Stimme zählt"）的倡议，以修改宪法，以防止親王否决公投中批准的立法。 为了对抗这场倡議，反对修憲者成立了一个名为「为了上帝、親王和祖国」（德語："Für Gott, Fürst und Vaterland"）的组织。 
列支敦斯登親王家族威胁要否决公投，如果此公投結果通過导致投票赞成列支敦斯登親王取消否决权。而阿洛伊斯王儲威胁要辞职，如果此修憲公投通过。 

## 结果
| 選項                   | 票數   | %      |
| ---------------------- | ------ | ------ |
| 反對                   | 11,681 | 76.43  |
| 支持                   | 3,602  | 23.57  |
| 有效票                 | 15,283 | 96.69  |
| 無效或空白票           | 524    | 3.31   |
| 總票數                 | 15,807 | 100.00 |
| 已登記選民及投票率     | 19,076 | 82.39  |
| 來源：Direct Democracy |        |        |